# دراسة التعرض لتجارب مؤذية في الطفولة
دراسة التعرض للتجارب المؤذية في الطفولة هي دراسة بحثية أجراها كل من «منظمة صون الصحة كايسر بيرمانينت» الأمريكية، ومركز مكافحة الأمراض واتقائها. عُيّن المشاركون في الدراسة بين 1995-1997 وتوبعوا لدراسة النتائج الصحية على المدى الطويل. أظهرت الدراسة ترابطًا بين التعرض للتجارب المؤذية في الطفولة (الرضوض النفسية في مرحلة الطفولة) والمشاكل الاجتماعية والصحية خلال مراحل الحياة. نتج عن الدراسة الكثير من المقالات العلمية والمؤتمرات والعروض التقديمية في ورشات العمل للبحث في التعرض لمثل هذه التجارب المؤذية في الطفولة.

## الخلفية
في الثّمانيناتِ، كانَ معدّلُ خروجِ الأشخاصِ المشارِكينَ في برنامَجِ معالَجَةِ السُّمنةِ المُفرِطَةِ في عيادَةِ قيصر بيرمينانت المُتواجِدةِ في سان دييغو، كاليفورنيا نحْوَ 50%، على الرّغم من نجاحِهِم في خسارَةِ الوزْنِ أثناءَ مشارَكَتِهِم في البرنامَجِ.
أجْرى فنسنت فيليتي، رئيسُ قسْمِ الطّبِّ الوقائيِّ التّابِعِ لقيصر بيرمينانت، مقابلاتٍ مع الأشخاصِ الذينَ ترَكَوا البرنامَجَ، واكتَشَفَ أنَّ الغالبيَّةَ العُظْمى ل286 شخصٍ من الذين قابَلّهُم كانوا ضحايا للاعتداءِ الجنسيِّ في مرحَلَةِ الطّفولَةِ. وأظهَرَت نتائِجُ المقابَلَةِ لفيليتي إمكانيَّةَ أنَّ تكونَ زيادَةُ الوزنِ آليَّة ًللتكيُّفِ مع الاكتئابِ، والقلقِ، والخوفِ.
وأعقبَ فيليتي وروبرت آندا من مراكزِ مكافَحةِ الأمراضِ والوِقايَةِ مِنْها على ذلكَ بالقيامِ بالعديدِ منَ الدِّراساتِ حولَ تجارُبِ أكثر من 17000 مريضٍ متطوّعٍ، من مركَزِ قيصر بيرمينانت تعرَّضوا لِصَدْماتٍ في مرحَلَةِ الطّفولَةِ، وبَلَغَ عدد المُشارِكين المتطوعينَ 17337 من أصْلِ ما يُقارِبُ 26000 عُضْوٍ دائمٍ في مرْكَزِ قيصر بيرمينانت، وبَلَغَت نسبةُ النِّساءِ منهُم ما يُقارِبُ النّصفْ، ونِسبَةُ ذَوي البَشرةِ البيضاء 74.8%، ونسبَةُ الذين دخلوا الجامعةَ 75.2%، وبَلَغَ مُتَوسّطُ الأعمارِ 57 عاماً. كان لدى جَميعِهِم وظائِفٌ، ورِعايةٌ صِحيَّةٌ جيدةٌ لأنَّهُم كانوا أعضاءاً في مرْكَزِ قيصر بيرمينانت.
وسُئِلَ المُشارِكونَ عن أنواعٍ مُختَلِفَةٍ من صدْماتِ الطّفولَةِ التي تمَّ تحديدُها في الأبحاثِ السّابِقَةِ.
- الإيذاءُ الجسديّ.
- الإيذاءُ الجنسيّ.
- سوءُ المعامَلَةِ العاطفيّةِ.
- الإهمالُ البدنيّ.
- الإهمالُ العاطفيّ.
- التّعرض للعنف المنزليّ.

## الموجودات
وفقا لإدارة خدمات الصحة العقلية والتعاطي الأمريكية، وجدت دراسة التعرض للتجارب المؤذية في الطفولة أن:
- التجارب السلبية في الطفولة شائعة، أبلغ 28% من المشاركين عن تعرضهم للعنف الجسدي، أبلغ 21% عن تعرضهم للعنف الجنسي. وأبلغ الكثيرون عن انفصال الوالدين أو عن وجود مرض عقلي أو اضطراب تعاطي المخدرات عند أحد الوالدين.[4]
- تحدث التجارب المؤذية في الطفولة عادة معًا. أبلغ نحو 40% من أفراد العينة الأصلية عن تعرضهم لاثنين أو أكثر من التجارب المؤذية في الطفولة، واختبر نحو 12.5% أربع تجارب أو أكثر. ولأن التجارب المؤذية تحدث معًا، درست الكثير من الدراسات اللاحقة الآثار التراكمية لهذه التجارب بدلًا من دراسة الآثار الفردية لواحدة من التجارب فقط.[4]
- تتسم التجارب المؤذية في الطفولة بوجود علاقة بين الكم والاستجابة في ظهور الكثير من المشاكل  الصحية. عند تتبع المشاركين عبر الوقت، وجد أن محصلة التجارب المؤذية أثناء الطفولة تتعلق بقوة وبشكل متدرج بالمشاكل السلوكية والاجتماعية والصحية عبر الحياة، بما فيها اضطراب تعاطي المخدرات. وتميل الكثير من المشاكل المتعلقة بالتجارب المؤذية في الطفولة للتزامن والتشارك في الإمراضية.[4]

أبلغ حوالي ثلثي الأفراد عن التعرض لتجربة مؤذية واحدة على الأقل في الطفولة، وقال 87٪ من هؤلاء إنهم تعرضوا لتجربة مؤذية أخرى واحدة على الأقل.
ارتبط عدد التجارب المؤذية التي تعرض لها الأفراد بقوة مع السلوكيات الصحية  ذات الخطورة  كالتدخين والكحول وتعاطي المخدرات والانحلال الجنسي والسمنة المفرطة، والأمراض كالاكتئاب وأمراض القلب والسرطان وأمراض الرئة المزمنة وانخفاض طول العمر. وبالمقارنة مع الأفراد الذين لم يتعرضوا لأي من هذه التجارب، فقد ارتبط التعرض لأربعة تجارب مؤذية في الطفولة بزيادة بمقدار سبعة أضعاف (700٪) في حدوث الإدمان الكحولي، وتضاعف خطر التعرض للإصابة بالسرطان، وزاد احتمال الإصابة بالنفاخ الرئوي أربعة أضعاف. وترافق التعرض لست تجارب مؤذية في الطفولة مع زيادة قدرها 30 ضعفًا (3000٪) في محاولات الانتحار.
تشير نتائج الدراسة إلى أن سوء المعاملة والتفكك الأسري في الطفولة يساهمان في حدوث المشاكل الصحية بعد عقود من الزمن. ومن هذه المشاكل الأمراض المزمنة كأمراض القلب والسرطان والسكتة الدماغية والسكري، وهي الأسباب الأشيع للوفاة والعجز في الولايات المتحدة. ويمكن أن نفترض بمعقولية من خلال نتائج الدراسة عند مجموعات سكانية معينة داخل الولايات المتحدة أن النتائج تعكس اتجاهات مماثلة في أجزاء أخرى من العالم، وذلك وفقًا لمنظمة الصحة العالمية. نشرت الدراسة بدايةً في المجلة الأمريكية للطب الوقائي.

## عمليات المسح اللاحقة
أصدرت الدراسة أكثر من 50 مقالة حول انتشار التجارب المؤذية في الطفولة وعواقبها. وكان لها تأثير في عدة نواحٍ. أكدت الدراسات اللاحقة الانتشار الكبير للتجارب المؤذية في الطفولة، ووجدت معدلات حدوث أعلى في المناطق الريفية أو عند اليافعين.
استُخدمت أسئلة الدراسة الأصلية لتطوير استبيان من 10 عناصر. أكدت عدة دراسات لاحقة  أن التجارب السلبية في الطفولة متكررة.
يقيم مركز مكافحة الأمراض واتقائها «نظام رصد عوامل الخطر السلوكية»، وهو مسح سنوي تطبقه أقسام الصحة في الولايات الخمسين. وجدت أداة موسعة للمسح في ولايات مختلفة تشابهًا في النتائج بين الولايات. جمعت بعض الولايات بيانات إضافية محليًا. وجدت التجارب المؤذية في الطفولة بشكل أكبر في المناطق الريفية في فيلادلفيا وعند الأمهات الصغيرات (أقل من 19 عامًا في الغالب). وعلى المستوي العالمي، يخضع «استبيان التجارب المؤذية في الطفولة العالمي» لاختبارات التحقق. نفذت اختبارات المسح في رومانيا وجهورية التشيك وجمهورية مقدونيا والنرويج والفليبين والمملكة المتحدة وكندا والصين والأردن.
استخدمت البيانات التي قدمها «المسح الوطني لصحة الطفل» 2011/2012 لتحليل انتشار التجارب المؤذية في الطفولة عند الأطفال على المستوى الوطني. تتضمن قائمة «التجارب العائلية» في المسح الوطني لصحة الأطفال الصعوبات الاقتصادية، وأظهرت النتائج أن الصعوبات الاقتصادية هي التجربة المؤذية الأكثر شيوعًا على المستوى الوطني.

## البيولوجيا العصبية للشدة
درست الأبحاث المعرفية والعصبية الآليات التي قد تفسر النتائج السلبية للتجارب السلبية في الطفولة على حياة البالغين. قد تؤدي هذه التجارب إلى تغيير التطور البنيوي للشبكات العصبية والكيمياء الحيوية للأنظمة العصبية الغدية، وقد يكون لها تأثيرات على الأمد الطويل على الجسم بما فيها تسريع العمليات المرضية والشيخوخة وتقويض الجهاز المناعي. 
يشير تعبير «الحمل الخيفي» إلى العمليات التكيفية التي تحافظ على الاستتباب خلال أوقات الشدة العصيبة، عبر إنتاج الوسائط كالأدرينالين والكورتيزول والنواقل الكيميائية الأخرى. ووفقًا للباحث «بروس إس. مكئيوين» الذي صاغ التعبير فإن:
«هذه الوسائط الناتجة عن الاستجابة للشدة تعزز التكيف عقب الكرب الحاد، ولكنها تساهم أيضًا في الحمل الخيفي، وهو إتلاف الجسد والدماغ الذي ينتج عن حالة التوتر. أوجد هذا الإطار المفاهيمي الحاجة لمعرفة كيفية تحسين فعالية الاستجابة التكيفية لعوامل الشدة مع تقليل النشاط المفرط للنظم نفسها إلى الحد الأدنى، إذ أن هذا الفرط في النشاط يؤدي إلى الأمراض المنتشرة في الحياة الحديثة. ساعد هذا الإطار أيضًا على إزالة الغموض عن بيولوجيا الكرب عبر التأكيد على الآثار الواقية والمدمرة في آن واحد لمحاولات الجسم للتأقلم مع التحديات أو الضغوطات».
إضافة إلى ذلك، قد يحدث الانتقال اللاجيني نتيجة للكرب في الحمل أو خلال التفاعل بين الأم والوليد. أظهر التعرض للكرب عند الأم والاكتئاب والتعرض للعنف من قبل الشريك آثارًا لا جينية على الأطفال.